# Эрменгол X (граф Урхеля)
Эрменгол X (исп. Ermengol X; 1260 — 1314) — граф Урхеля и виконт Ажера с 1268 года (фактически с 1278 года). Последний представитель династии Кабрера. Сын графа Альваро (ум. 1268) и его второй жены Сесилии, дочери Роже-Бернара II де Фуа.
Незадолго до смерти Альваро его владения, за исключением нескольких сеньорий, захватил король Арагона Хайме I.
В 1276 году Хайме I умер, и в течение 4 последующих лет Эрменгол X при военной поддержке своего двоюродного брата графа Роже Бернара III де Фуа восстановил свою власть во всех (или почти всех) наследственных землях. В июле 1280 года Педро III Арагонский признал его графом Урхеля.
После этого Эрменгол X стал верным сторонником короля и участвовал в его походах в Сицилию (1282) и Бордо (1283). Сыну Педро III Альфонсу III он помог в завоевании Майорки (1287).

## Семья
Эрменгол был женат дважды — на Сибилле де Монкада и Фейдите де л’Иль-Журден (1300), но оба брака оказались бездетными. Незадолго до смерти он назначил своим наследником Альфонса — второго сына короля Хайме II, при условии, что тот женится на его внучатой племяннице Тересе де Энтенса.